# Carlos Andrés Pérez

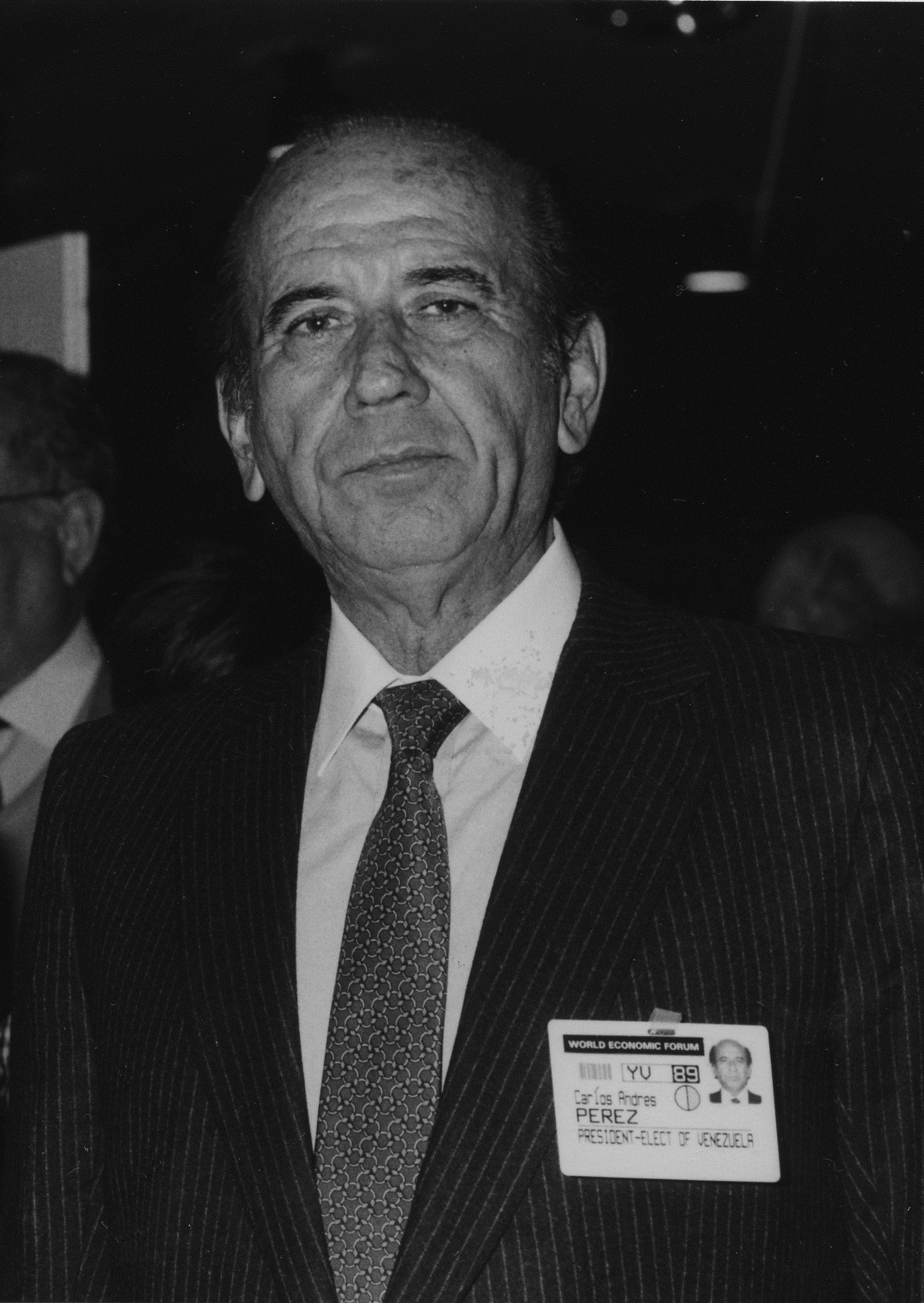
Carlos Andrés Pérez

Carlos Andrés Pérez Rodríguez (27 tháng 10 năm 1922 – 25 tháng 12 năm 2010), còn được gọi là CAP và thường được gọi là El Gocho (do nguồn gốc Andes của ông), là một chính trị gia Venezuela từng giữ chức Tổng thống Venezuela giai đoạn 1974–1979 và một lần nữa từ năm 1989 đến năm 1993. Nhiệm kỳ tổng thống đầu tiên được gọi là "Saudi Venezuela" do sự thịnh vượng kinh tế và xã hội của quốc gia này từ thu nhập rất lớn từ xuất khẩu dầu khí. Tuy nhiên, thời kỳ thứ hai của ông đã chứng kiến sự tiếp nối cuộc khủng hoảng kinh tế những năm 1980, và một loạt các khủng hoảng xã hội, một cuộc nổi dậy của quần chúng (có tên gọi là Caracazo) và hai nỗ lực đảo chính vào năm 1992. Vào tháng 5 năm 1993, ông trở thành Tổng thống Venezuela đầu tiên bị buộc phải từ chức theo phán quyết của Tòa án tối cao, tham ô 250.000.000 bolívar thuộc một quỹ tùy ý tổng thống.